# Amadeu Caronho
Amadeu Caronho (5 de agosto de 1942 — 13 de março de 2019) foi um actor português. 

## Morte
Morreu no dia 13 de Março de 2019. 

## Televisão
- Tempo Livre, RTP 2017-2018
- A Dança, RTP 2014-2015
- Acesso Bloqueado, RTP 2011-2012
- Inspector Max, TVI 2004-2005
- O Olhar da Serpente, SIC 2002
- Nunca Digas Adeus, TVI 2001-2002
- Anjo Selvagem… Anibal, TVI 2001
- Sociedade Anónima, RTP 2001
- Espírito da Lei, SIC 2001
- Estação da Minha Vida, RTP 2001
- Processo dos Távora…Corte Real, RTP 2001
- Olhos de Água…Moreira, TVI 2001
- Patilhas e Ventoinha, RTP 2001
- Super Pai… Alberto, TVI 2001
- Crianças S.O.S, TVI 2000
- Ajuste de Contas…Mário Santos, RTP 2000
- Big Show SIC, SIC 1995-2000
- Alves dos Reis, RTP 2000
- Esquadra de Polícia…Rafael, RTP 1999
- Médico de Família (série), SIC 1999
- Os Lobos… Amandis da Silva, RTP 1998
- Ballet Rose…Oliveira, RTP 1998
- Lições do Tonecas, RTP 1997
- Filhos do Vento…Psiquiatra, RTP 1997
- Lélé e Zequinha, RTP 1996
- Polícias…voz do Estripador, RTP 1996-2015
- Minas e Armadilhas, SIC 1994-1995
- Le Mystérieux docteur Cornélius, Antenne 2 1984
- Chuva na Areia, RTP 1984
- Origens…Recepcionista, RTP 1983